# Ophelia Hoff-Saytumah

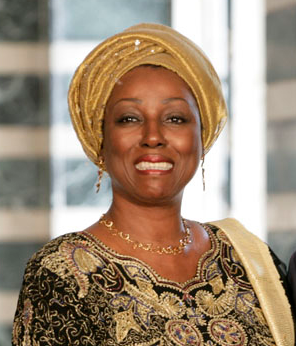
Ophelia Hoff-Saytumah

Ophelia Hoff-Saytumah ist eine liberianische Kommunalpolitikerin, Unternehmerin und war von 2001 bis 2009 Bürgermeisterin der Hauptstadt Monrovia. Sie ist die Gattin von Morris Saytumah, liberianischer Staatsminister der Finanzen, Wirtschaft und staatsrechtliche Angelegenheiten.

## Leben
Im Jahr 2001 wurde Ophelia Hoff-Saytumah, die Inhaberin eines Reisebüros, aus Monrovia, Oberbürgermeisterin von Monrovia. Die Ernennung erfolgte auf Bitten des damaligen Präsidenten Charles Taylor. In ihrer ersten Amtszeit musste Frau Hoff-Saytumah den fast vollständigen Zusammenbruch der öffentlichen Ordnung und Verwaltung in Monrovia verhindern und erlebte die apokalyptische Zerstörung des Stadtzentrums von Monrovia durch die Bürgerkriegstruppen.
Nach der Flucht Taylors blieb sie kommissarisch im Amt und stellte sich erfolgreich zur Wiederwahl. Als mit der Wahl der Präsidentin Ellen Johnson Sirleaf der Wiederaufbau der liberianischen Wirtschaft und der Hauptstadt Monrovia in den Vordergrund rückte, nutzte Hoff-Saytumah ihr Insiderwissen als Gattin des zuständigen Ministers, eine Firma zum Handel von Benzin und Treibstoffen in Monrovia zu gründen.
Als Folge intensiver Prüfungen von Geschäftsunterlagen der Stadtverwaltung durch unabhängige Gutachter der Weltbank, wobei Unregelmäßigkeiten und Scheingeschäfte aufgedeckt wurden, sowie durch eine interne Anweisung an städtische Dienststellen, bevorzugt ihre Tankstellen zu besuchen, wurde sie der Korruption bezichtigt und verlor im Juli 2009 ihren Posten als Oberbürgermeister von Monrovia. Ihre Nachfolgerin wurde Mary Broh.
Ophelia Hoff-Saytumah wurde nach ihrer Entlassung stellvertretende Direktorin der Liberia Oil Company.